# Psathyrella montgriensis
Psathyrella montgriensis és una espècie de fong del tipus psammòfila descobert al Parc Natural del Montgrí, les Illes Medes i el Baix Ter el 2018. Els caràcters morfològics, així com les dades moleculars i filogenètiques suggereixen que és una nova espècie.

## Morfologia
Fa un bolet amb un barret cònic parabòlic de 5 a 15 mm, de color marró clar i peu amb un to marró grisenc.

## Hàbitat
Està adaptada a viure sobre substrats sorrencs com les platges i les dunes litorals. No s'ha descobert abans, perquè només surt en condicions ambientals i èpoques molt concretes i en indrets singulars.